# Chilensk kummel
Chilensk kummel (Merluccius gayi), en havslevande rovfisk av familjen kummelfiskar.

## Utseende
En avlång fisk med två ryggfenor , långa bröstfenor och vanligtvis konkav stjärtfena.  Den främre ryggfenan är kort och hög med en taggstråle och 9 till 12 mjukstrålar, medan den bakre är lång och låg med 36 till 42 mjukstrålar, precis som analfenan. Kroppsfärgen är silverfärgad, övergående till mera vitaktigt silvrig på buken. Arten finns i två underarter, Merluccius gayi gayi och Merluccius gayi peruanus. Den förra kan bli upp till 87 cm lång, medan den senare blir som mest 68 cm för hanar, 115 cm för honor. Vanligtvis är de dock klart mindre. 

## Vanor
Den chilenska kummeln lever över kontinentalhyllan från grunda vatten på 50 meters djup till mer än 500 meter. Arten är nattaktiv och vilar under dagen på botten. Den flyttar till sydligare, kustnära vatten under sommaren, och tillbaka till djupare, nordliga vatten under vinter till vår. Födan består av lysräkor, bläckfisk och fisk.

### Fortplantning
Lekperioden infaller under augusti till mars, med toppar under augusti till november för M. gayi gayi, och under södra halvklotets vår för M. gayi peruanus.

## Utbredning
Arten finns i sydöstra Stilla havet; underarten M. gayi gayi utanför Chiles kust från Arica till Chiloé, medan M. gayi peruanus finns utanför Perus kust från Paita till Huarmey.

## Kommersiell användning
Arten är en betydande matfisk med vitt, mycket magert kött som tas med trål och snörpvad. Förutom till människoföda, den säljs både färsk och frusen, används den till framställning av djurfoder (fiskmjöl). De främsta fångstnationerna är Chile, Peru och Ryssland.